# NGC 4449
NGC 4449 (другие обозначения — UGC 7592, MCG 7-26-9, ZWG 216.5, PGC 40973) — галактика в созвездии Гончие Псы.
Этот объект входит в число перечисленных в оригинальной редакции «Нового общего каталога».
Была классифицирована Хабблом как образец галактики Irr.

## Исследования
В ходе исследований галактики с помощью телескопа Хаббл астрономам удалось запечатлеть картину активного звездообразования. Предполагается, что причиной процесса стало поглощение меньшей галактики-спутника. (Учёным удалось обнаружить рядом с галактикой NGC 4449 галактику, получившую название NGC 4449B. Так как она много меньше соседа, то обнаруженное слияние относится к категории так называемых малых слияний. Примечательно, что одновременно NGC 4449B была независимо обнаружена другой группой астрономов).
На фотографиях в различных диапазонах видны тысячи молодых звёзд, также в галактике присутствуют массивные газопылевые облака.
По оценкам учёных, при сохранении таких же масштабов звездообразования межзвёздный газ в NGC 4449 кончится в течение миллиарда лет.
Пристальное внимание к галактике объясняется тем, что процессы проходящие в ней схожи с теми, что происходили в первых галактиках, образовавшихся в результате слияния небольших звёздных систем.
В галактике обнаружен ультраяркий рентгеновский источник.

## Классификация
Она относится к классу галактик со вспышкой звездообразования — классу скоплений, в которых процессы рождения новых звёзд идут гораздо быстрее по сравнению с обычными галактиками.